# Пол Каліджурі
Пол Девід Каліджурі (англ. Paul David Caligiuri; нар. 9 березня 1964, Вестмінстер, Каліфорнія, США) — колишній американський футболіст. Опорний півзахисник, відомий за виступами за «Лос-Анджелес Гелаксі» і збірну США. Учасник чемпіонатів світу 1990 і 1994 року, а також Олімпійських ігор 1988 року.

## Клубна кар'єра

### Рання кар'єра
1982 року Каліджурі поступив в Каліфорнійський університет в Лос-Анджелесі, де почав виступати за університетську футбольну команду «Брюїнз». Він двічі виграв чемпіонат серед коледжів і виступав за неї до 1985 року. Після закінчення навчання Пол почав виступи за клуб «Сан-Дієго Номадс» із Західної Конференції. У 1986 році Каліджурі був визнаний Футболістом року в США.

### Кар'єра в Німеччині
1987 року Пол перейшов у німецький «Гамбург». За основну команду він так і не зіграв і в 1988 році був проданий в «Меппен». У команді Каліджурі провів два сезони, після чого перейшов в «Ганзу». З новим клубом він виграв чемпіонат Східної Німеччини. Наступні два сезони Пол виступав за «Фрайбург» у Другій Бундеслізі.
Після закінчення контракту Каліджурі повернувся до США, де до 1995 року був зосереджений на виступі за національну команду.

### Виступи в MLS
4 травня 1995 року він підписав контракт з «Лос-Анджелес Сальса», щоб мати ігрову практику перед іграми збірної США. Свою зарплату Пол пожертвував жертвам терактів в Оклахома-Сіті. У серпні Каліджурі перейшов у «Санкт-Паулі» на правах оренди. У січні 1996 році він скористався пунктом в контракті і повернувся в США, де уклав угоду з новоутвореною MLS. Перші пів року Пол провів в «Коламбус Крю», після чого він перейшов у «Лос-Анджелес Гелаксі». У складі «Гелаксі» він виграв MLS Supporters' Shield в 1998 році і Лігу чемпіонів КОНКАКАФ у 2000 році. За команду Каліджурі провів більше 140 матчів і забив 8 м'ячів. У 2001 році він закінчив кар'єру футболіста.

## Міжнародна кар'єра
Свій перший виклик у збірну США Каліджурі отримав ще виступаючи за університетську команду. 9 жовтня 1984 року в матчі проти збірної Сальвадору він дебютував за національну команду. 19 травня 1985 року в поєдинку проти збірної Тринідаду і Тобаго Пол забив свій перший гол за збірну. У 1988 році він потрапив в заявку на участь в Олімпійських іграх в Сеулі.
1990 року Каліджурі взяв участь у чемпіонаті світу. На турнірі він відзначився голом у ворота збірної Чехії. За національну команду Пол також виступав на Кубку конфедерацій 1992 року, Кубку Америки 1993 року і Золотому кубку КОНКАКАФ 1991 року, де він завоював золоту медаль.
1994 року Пол потрапив в заявку на участь в домашньому чемпіонаті світу. На турнірі він взяв участь у поєдинках проти збірних Швейцарії, Колумбії, Румунії і Бразилії. Після мундіалю він захищав кольори країни на Кубку Америки 1995 року.
За збірну Каліджурі зіграв 110 матчів і забив 5 м'ячів.

#### У футзалі
1987 року провів 4 матчі і забив 1 м'яч у складі збірної США з футзалу.

### Голи за збірну США
| #   | Дата              | Місце                            | Суперник          | Рахунок | Результат | Змагання                |
| --- | ----------------- | -------------------------------- | ----------------- | ------- | --------- | ----------------------- |
| 01. | 19 березня 1985   | Торранс, США                     | Тринідад і Тобаго | 1:0     | 1:0       | Кваліфікація до ЧС-1986 |
| 02. | 19 листопада 1989 | Порт-оф-Спейн, Тринідад і Тобаго | Тринідад і Тобаго | 1:0     | 1:0       | Кваліфікація до ЧС-1990 |
| 03. | 10 березня 1990   | Тампа, США                       | Фінляндія         | 1:0     | 2:1       | Товариський матч        |
| 04. | 10 червня 1990    | Флоренція, Італія                | Чехословаччина    | 1:3     | 1:5       | ЧС-1990                 |
| 05. | 28 травня 1995    | Тампа, США                       | Коста-Рика        | 1:1     | 1:2       | Товариський матч        |

## Досягнення
Командні
 «Лос-Анджелес Гелаксі»
- Володар MLS Supporters' Shield: 1998
- Володар Кубка чемпіонів КОНКАКАФ: 2000

 «Ганза»
- Чемпіон НДР: 1991
- Володар кубка НДР: 1991

Міжнародні
 США
- Срібний призер Чемпіонату націй КОНКАКАФ: 1989
- Переможець Золотого кубка КОНКАКАФ: 1991
- Бронзовий призер Золотого кубка КОНКАКАФ: 1996
- Бронзовий призер Кубка Короля Фахда: 1992

Індивідуальні
- Футболіст року в США — 1986